# Championnat d'Angleterre de football de quatrième division 2006-2007
 (juin 2020).
Navigation
Saison précédente Saison suivante
La saison 2006-2007 de League Two est la cinquante-et-unième édition de la quatrième division anglaise. La saison régulière se déroule du 5 août 2006 au 5 mai 2007 et les barrages se déroulent du 12 au 26 mai 2007.
Les vingt-quatre clubs participants au championnat ont été confrontés à deux reprises aux vingt-trois autres.
À la fin de la saison, les trois premiers ont été promus en League One et les quatre suivants se sont affrontés en barrages.
Les deux derniers ont été quant à eux relégués en Conférence National.

## Les 24 clubs participants
| \| Accrington Barnet Boston Bristol Bury Chester City Darlington Grimsby Town Hartlepool Hereford United Lincoln City Macclesfield Mansfield MK Dons Notts County Peterborough United Rochdale Shrewsbury Stockport Swindon Torquay Walsall Wrexham Wycombe \| Localisation des clubs engagés dans le championnat. |
| Accrington Barnet Boston Bristol Bury Chester City Darlington Grimsby Town Hartlepool Hereford United Lincoln City Macclesfield Mansfield MK Dons Notts County Peterborough United Rochdale Shrewsbury Stockport Swindon Torquay Walsall Wrexham Wycombe                                                           |

| Club                | Stade               | Capacité | Ville (quartier) |
| ------------------- | ------------------- | -------- | ---------------- |
| Accrington Stanley  | Crown Ground        | 5 057    | Accrington       |
| Barnet              | Underhill Stadium   | 5 568    | Londres (Barnet) |
| Boston United       | York Street         | 6 643    | Boston           |
| Bristol Rovers      | Memorial Stadium    | 11 916   | Bristol          |
| Bury                | Gigg Lane           | 11 840   | Bury             |
| Chester City        | Deva Stadium        | 5 376    | Chester          |
| Darlington          | Darlington Arena    | 25 294   | Darlington       |
| Grimsby Town        | Blundell Park       | 9 106    | Grimsby          |
| Hartlepool United   | Victoria Park       | 7 691    | Hartlepool       |
| Hereford            | Edgar Street        | 7 100    | Hereford         |
| Lincoln City        | Sincil Bank         | 10 127   | Lincoln          |
| Macclesfield Town   | Moss Rose           | 6 335    | Macclesfield     |
| Mansfield Town      | Field Mill          | 10 000   | Mansfield        |
| Milton Keynes Dons  | Stadium mk          | 22 000   | Milton Keynes    |
| Notts County        | Meadow Lane         | 19 588   | Nottingham       |
| Peterborough United | London Road Stadium | 15 460   | Peterborough     |
| Rochdale            | Spotland Stadium    | 10 249   | Rochdale         |
| Torquay United      | Plainmoor           | 6 500    | Torquay          |
| Shrewsbury Town     | New Meadow          | 9 875    | Shrewsbury       |
| Stockport County    | Edgeley Park        | 10 651   | Stockport        |
| Swindon Town        | The County Ground   | 15 728   | Swindon          |
| Walsall             | Bescot Stadium      | 11 300   | Walsall          |
| Wrexham             | Racecourse Ground   | 15 550   | Wrexham          |
| Wycombe Wanderers   | Adams Park          | 10 000   | High Wycombe     |

## Compétition

### Règlement
Le classement est établi sur le barème de points classique (victoire à 3 points, match nul à 1, défaite à 0).
Pour départager les égalités, on tient d'abord compte de la différence de buts générale, puis du nombre de buts marqués, puis des confrontations directes et enfin si la qualification ou la relégation est en jeu, les deux équipes jouent une rencontre d'appui sur terrain neutre.

### Classement
| Rang | Équipe               | Pts   | J  | G  | N  | P  | Bp | Bc | Diff |
| ---- | -------------------- | ----- | -- | -- | -- | -- | -- | -- | ---- |
| 1    | Walsall FC R         | 89    | 46 | 25 | 14 | 7  | 66 | 34 | +32  |
| 2    | Hartlepool United R  | 88    | 46 | 26 | 10 | 10 | 65 | 40 | +25  |
| 3    | Swindon Town R       | 85    | 46 | 25 | 10 | 11 | 58 | 38 | +20  |
| 4    | Milton Keynes Dons R | 84    | 46 | 25 | 9  | 12 | 76 | 58 | +18  |
| 5    | Lincoln City         | 74    | 46 | 21 | 11 | 14 | 70 | 59 | +11  |
| 6    | Bristol Rovers       | 72    | 46 | 20 | 12 | 14 | 49 | 42 | +7   |
| 7    | Shrewsbury Town      | 71    | 46 | 18 | 17 | 11 | 68 | 46 | +22  |
| 8    | Stockport County     | 71    | 46 | 21 | 8  | 17 | 65 | 54 | +11  |
| 9    | Rochdale             | 66    | 46 | 18 | 12 | 16 | 70 | 50 | +20  |
| 10   | Peterborough United  | 65    | 46 | 18 | 11 | 17 | 70 | 61 | +9   |
| 11   | Darlington           | 65    | 46 | 17 | 14 | 15 | 52 | 56 | -4   |
| 12   | Wycombe Wanderers    | 62    | 46 | 16 | 14 | 16 | 52 | 47 | +5   |
| 13   | Notts County         | 62    | 46 | 16 | 14 | 16 | 55 | 53 | +2   |
| 14   | Barnet               | 59    | 46 | 16 | 11 | 19 | 55 | 70 | -15  |
| 15   | Grimsby Town         | 59    | 46 | 17 | 8  | 21 | 57 | 73 | -16  |
| 16   | Hereford P           | 55    | 46 | 14 | 13 | 19 | 45 | 53 | -8   |
| 17   | Mansfield Town       | 54    | 46 | 14 | 12 | 20 | 58 | 63 | -5   |
| 18   | Chester City         | 53    | 46 | 13 | 14 | 19 | 40 | 48 | -8   |
| 19   | Wrexham              | 51    | 46 | 13 | 12 | 21 | 43 | 65 | -22  |
| 20   | Accrington Stanley P | 50    | 46 | 13 | 11 | 22 | 70 | 81 | -11  |
| 21   | Bury                 | 50    | 46 | 13 | 11 | 22 | 46 | 61 | -15  |
| 22   | Macclesfield Town    | 48    | 46 | 12 | 12 | 22 | 55 | 77 | -22  |
| 23   | Boston United        | 36-10 | 46 | 12 | 10 | 24 | 51 | 80 | -29  |
| 24   | Torquay United       | 35    | 46 | 7  | 14 | 25 | 36 | 63 | -27  |

| Légende : Qualifications et relégations | Légende : Qualifications et relégations                    |
| --------------------------------------- | ---------------------------------------------------------- |
|                                         | Promu en League One                                        |
|                                         | Qualification pour les barrages d'accession en League One  |
|                                         | Relégation en Conference National                          |
|                                         | R : Relégué de League One P : Promu de Conference National |

1. ↑  Boston United se voit réduire 10 points pour avoir conclu un accord volontaire d'entreprise. Ils sont relégués directement en Conference North pour ne pas avoir payé leurs créditeurs de football.

### Barrages
|  | Demi-finales      | Demi-finales       | Demi-finales      | Demi-finales      |                |                | Finale                                 | Finale                                 | Finale                                 | Finale                                 |
|  |                   |                    |                   |                   |                |                |                                        |                                        |                                        |                                        |
|  | 12 et 17 mai 2007 | 12 et 17 mai 2007  | 12 et 17 mai 2007 | 12 et 17 mai 2007 |                |                | 26 mai 2007, Stade de Wembley, Londres | 26 mai 2007, Stade de Wembley, Londres | 26 mai 2007, Stade de Wembley, Londres | 26 mai 2007, Stade de Wembley, Londres |
|  | 5                 | Lincoln City       | 1                 | 3                 |                |                | 26 mai 2007, Stade de Wembley, Londres | 26 mai 2007, Stade de Wembley, Londres | 26 mai 2007, Stade de Wembley, Londres | 26 mai 2007, Stade de Wembley, Londres |
|  | 5                 | Lincoln City       | 1                 | 3                 |                |                | 26 mai 2007, Stade de Wembley, Londres | 26 mai 2007, Stade de Wembley, Londres | 26 mai 2007, Stade de Wembley, Londres | 26 mai 2007, Stade de Wembley, Londres |
|  | 6                 | Bristol Rovers     | 2                 | 5                 |                |                | 26 mai 2007, Stade de Wembley, Londres | 26 mai 2007, Stade de Wembley, Londres | 26 mai 2007, Stade de Wembley, Londres | 26 mai 2007, Stade de Wembley, Londres |
|  | 6                 | Bristol Rovers     | 2                 | 5                 | Bristol Rovers | Bristol Rovers | 3                                      | 3                                      |                                        |                                        |
|  | 14 et 18 mai 2007 |                    |                   |                   | Bristol Rovers | Bristol Rovers | 3                                      | 3                                      |                                        |                                        |
|  |                   |                    | Shrewsbury Town   | Shrewsbury Town   | 1              | 1              |                                        |                                        |                                        |                                        |
|  | 4                 | Milton Keynes Dons | Shrewsbury Town   | Shrewsbury Town   | 1              | 1              | 0                                      | 1                                      |                                        |                                        |
|  | 4                 | Milton Keynes Dons |                   |                   |                |                |                                        | 1                                      |                                        |                                        |
|  | 7                 | Shrewsbury Town    | 0                 | 2                 |                |                |                                        |                                        |                                        |                                        |
|  | 7                 | Shrewsbury Town    | 0                 | 2                 |                |                |                                        |                                        |                                        |                                        |

## Statistiques

### Meilleurs buteurs
| Rang | Joueur          | Club                             | Buts |
| ---- | --------------- | -------------------------------- | ---- |
| 1    | Richard Barker  | Mansfield Town Hartlepool United | 21   |
| 1    | Izale McLeod    | Milton Keynes Dons               | 21   |
| 3    | Glenn Murray    | Stockport Rochdale               | 19   |
| 4    | Jamie Forrester | Lincoln City                     | 18   |
| 4    | Clive Platt     | Milton Keynes Dons               | 18   |
| 6    | Chris Dagnall   | Rochdale                         | 17   |
| 6    | Jermaine Easter | Wycombe Wanderers                | 17   |
| 8    | Anthony Elding  | Boston United Stockport County   | 16   |
| 8    | Mark Stallard   | Lincoln City                     | 16   |
| 8    | Andy Bishop     | Bury                             | 16   |
| 8    | Richard Walker  | Bristol Rovers                   | 16   |